# 帕坦县

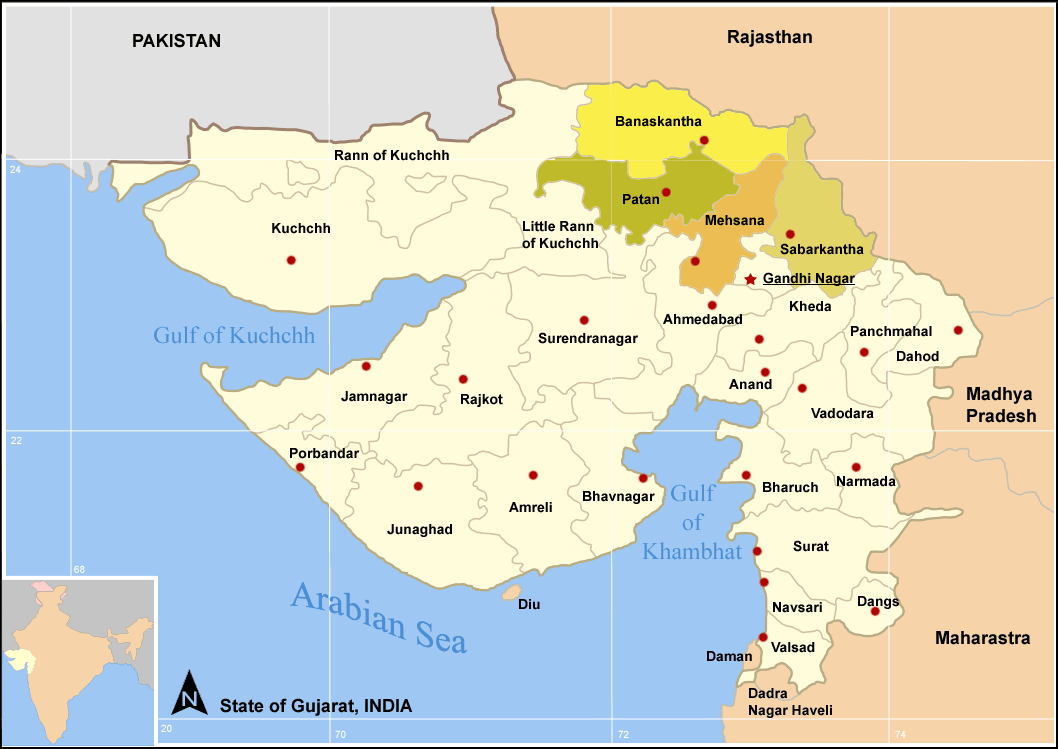
古吉拉特邦北部地区

帕坦县（Patan district）为印度古吉拉特邦辖县，该县由默黑萨纳县、伯纳斯甘塔县分出部分地区而成立的新县。人口1,343,734人（2011年），其中城镇人口20.16%。帕坦县位于古吉拉特邦北部，县域北与伯纳斯甘塔县接壤，东部和默黑萨纳县相连，南部与苏伦德拉讷格尔县交界，西北部与西部和卡奇县相邻。行政中心驻帕坦。